# París-Roubaix 1939
La París-Roubaix 1939 fou la 40a edició de la París-Roubaix. La cursa es disputà el 9 d'abril de 1939 i fou guanyada pel belga Émile Masson, que s'imposà en solitari en la meta de Roubaix.

## Classificació final
|    | Ciclista             | Equip                | Temps      |
| -- | -------------------- | -------------------- | ---------- |
| 1  | Émile Masson         | Alcyon               | 7h 17' 30" |
| 2  | Marcel Kint          | Mercier-Hutchinson   | + 1' 30"   |
| 3  | Roger Lapébie        | Mercier-Hutchinson   | m. t.      |
| 4  | Maurice Archambaud   | Mercier-Hutchinson   | m. t.      |
| 5  | Cyriel Vanoverberghe | Pelissier-Hutchinson | m. t.      |
| 6  | Sylvain Grysolle     | Dilecta-Wolber       | + 3' 08"   |
| 7  | Robert Wierinckx     | Dilecta-Wolber       | m. t.      |
| 8  | Albert Hendrickx     | Labor-Dunlop         | m. t.      |
| 9  | Antonin Magne        | Mercier-Hutchinson   | m. t.      |
| 10 | Noël Declercq        | Dossche              | m. t.      |